# Leach-Nunatak
Der Leach-Nunatak ist ein 740 m hoher Nunatak im westantarktischen Marie-Byrd-Land. In den Haines Mountains der Ford Ranges ragt er 6 km westsüdwestlich des Mount Ronne auf.
Eine erste Kartierung nahmen Wissenschaftler der United States Antarctic Service Expedition (1939–1941) vor. Der United States Geological Survey kartierte ihn anhand eigener Vermessungen und Luftaufnahmen der United States Navy aus den Jahren von 1959 bis 1965. Das Advisory Committee on Antarctic Names benannte ihn 1970 nach Edwin B. Leach, leitender Flugzeugelektroniker auf dem Williams Field bei der Operation Deep Freeze 1967.